# Sportåret 1796

## Händelser

### Boxning

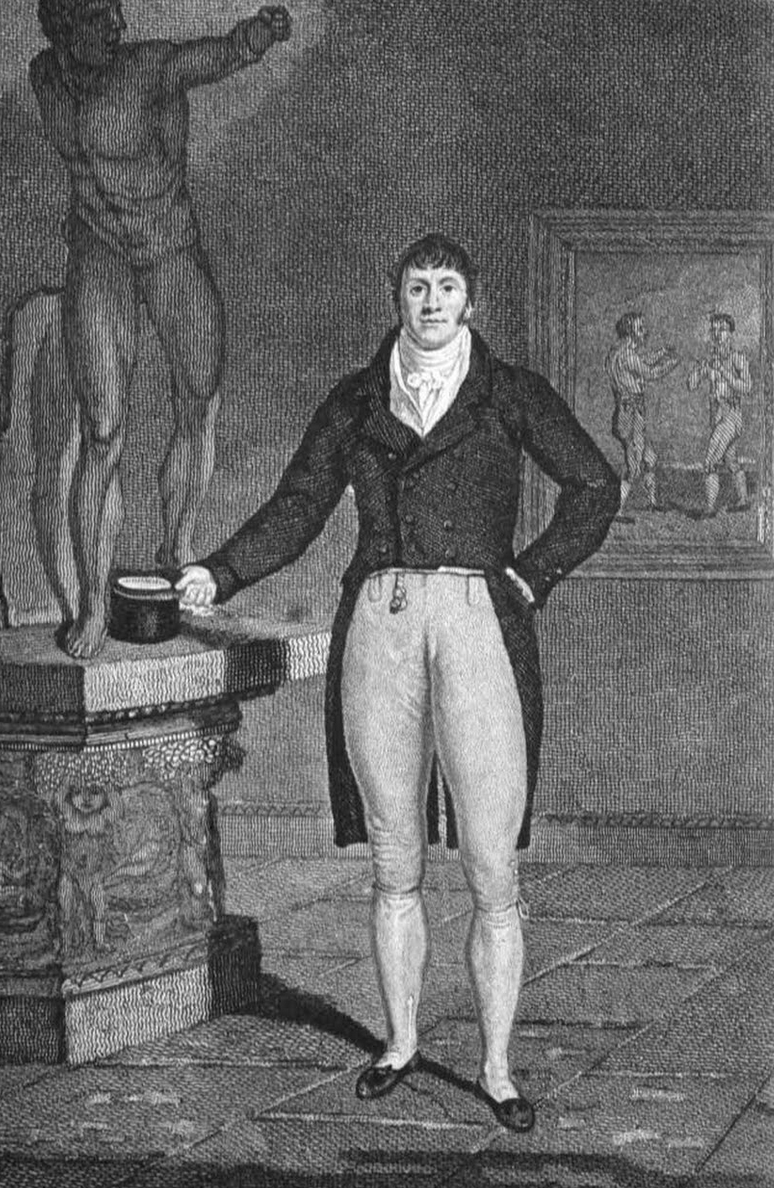
John Jackson.

- Okänt datum – John Jackson drar sig tillbaka och lämnar därmed den engelska mästerskapstiteln i tungvikt vakant. Detta kan ha ägt rum 1798.[1]

- 14 november – Tom Owen, som sägs vara hantelns uppfinnare, besegrar William Hooper i Harrow och gör anspråk på den engelska mästerskapstiteln i tungvikt. Matchen varar i en timme och fyra minuter över 40 ronder.[2]

### Cricket
- Okänt datum – Surrey CCC vinner County Championship (en inofficiell titel fram till 1890, då de första officiella mästarna koras).

## Bildade föreningar och klubbar
- Okänt datum – Upsala Simsällskap, Sveriges äldsta idrottsförening[3]